# Catoira
Catoira es un municipio español perteneciente a la provincia de Pontevedra, en la comunidad autónoma de Galicia. Situado en la comarca de Caldas, limita con los municipios de Valga, Caldas de Reyes, Villagarcía de Arosa y con Rianjo A través del río Ulla.

## Historia
Hacia mediados del siglo XIX, el municipio tenía contabilizada una población de 1439 habitantes. Aparece descrito en el sexto volumen del Diccionario geográfico-estadístico-histórico de España y sus posesiones de Ultramar de Pascual Madoz con las siguientes palabras:

CATOIRA: ayunt. en la prov. de Pontevedra (5 leg.), part. jud. de Caldas de Reyes (2), aud. terr. y c. g. de la Coruña (15), dióc. de Santiago (6): sit. al NO. de la prov., en las inmediaciones del r. Ulla, con buena ventilacion, clima templado y saludable. Comprende, ademas de la felig. de su nombre (en cuyo l. de Corredoira está la municipalidad), las de Abalo, San Mamed; Dimo, San Pedro; y Oeste, Sta. Eulalia. Confina el térm. municipal por N. con el de Valga (1/2 leg.); por E. con el de Caldas de Reyes (2); por S. con el de Carril (1), y al O. con el r. Ulla (1). El terreno participa de monte y llano, es de buena calidad, y abunda en fuentes de aguas, las cuales aprovechan los vec. para su gasto doméstico y otros objetos, juntamente con las de un riach. que nace en el monte Giabre y va á parar á la ria de Arosa; en la parte inculta se crian pinos, robles y otros árboles; encontrándose tambien prados, tanto naturales como artificales, donde hay muchas yerbas de pasto. Ademas de los caminos locales atraviesa por el térm. uno que baja desde Santiago y conduce á los puertos de la espresada ria de Arosa. El correo se recibe de la estafeta de Padron, adonde llegan los de Santiago y Pontevedra tres veces á la semana. prod.: cereales, legumbres, hortaliza, frutas, bastante vino pero de ínfima calidad, y maderas de construccion: se cria ganado vacuno, lanar, cabrio, y algun caballar, hay caza y pesca de varias clases. ind. y comercio: la agricultrua, molinos harineros y alfareria de loza basta, cuyos prod. constituyen el único comercio de este pais, llevándolos á vender á los mercados inmediatos, de los cuales se reportan los géneros de vestir y comestibles necesarios. pobl.: 393 vec., 1,439 alm. riqueza imp.: 90,610 rs. conr.: 17,796. Asciende el presupuesto municipal á unos 4,000 rs., que se cubren por reparto entre los vec.; estando dotado el secretario de ayunt. con 1,400 rs. anuales.
(Madoz, 1847, p. 261)

## Geografía humana

### Organización territorial
El municipio está formado por treinta y cinco entidades de población distribuidas en cuatro parroquias:
- Abalo (San Mamed P.)[5][6]
- Catoira (San Miguel P.)[7][8]
- Dimo (San Pedro P.)[9][10]
- Oeste (Santa Eulalia P.)[11][12]

### Demografía
Cuenta con una población de 3268 habitantes (INE 2024).
| Gráfica de evolución demográfica de Catoira entre 1842 y 2021                                                         |
| |
| Población de derecho según los censos de población del INE. Población de hecho según los censos de población del INE. |

## Política
| Resultado elecciones municipales del 28 de mayo de 2023 en Catoira |       |            |            |
| Nombre                                                             | Votos | Porcentaje | Concejales |
| Partido dos Socialistas de Galicia                                 | 437   | 19,74%     | 2          |
| Bloque Nacionalista Galego                                         | 1082  | 48,87%     | 6          |
| Partido Popular de Galicia                                         | 660   | 29,81%     | 3          |

## Patrimonio cultural
Las fiestas más importantes son:

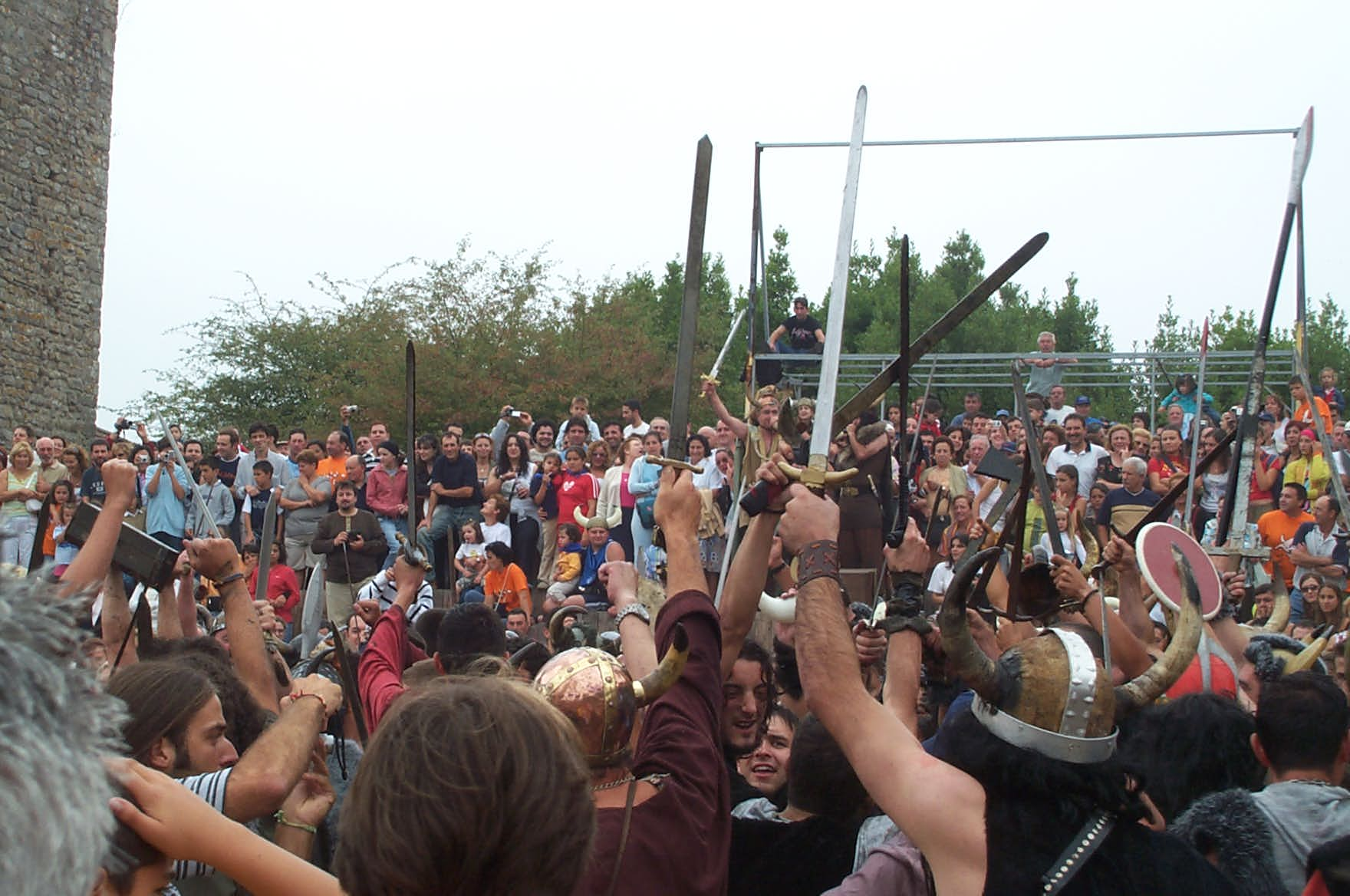
La Romería Vikinga de Catoira.

- Romería Vikinga de Catoira, que se celebra el primer domingo de agosto; declarada de interés turístico internacional.

- Las Fiestas Patronales-locales de San Antonio de Padua, que se celebran el segundo domingo de julio, y dentro de las cuales tiene lugar la conocida Fiesta Gastronómica de la Solla.

- El 29 de junio suelen tener lugar las fiestas de San Pedro en la parroquia de Dimo.

- El último fin de semana de julio suelen tener lugar las fiestas patronales de la parroquia "San Mamede de Abalo".

- El segundo fin de semana de agosto tienen lugar en la iglesia de "Santa Eulalia do Oeste" las fiestas patronales de dicha parroquia, fiestas reconocidas en las localidades cercanas por ser las que mejor ambiente de juventud recogen.

## Hermanamiento
- Frederikssund, Dinamarca